# Une leçon de vie (téléfilm)
Pour plus de détails, voir Fiche technique et Distribution.
Une leçon de vie (Front of the Class) est un téléfilm américain réalisé par Peter Werner et diffusé le 7 décembre 2008 sur le réseau CBS.
Il est tiré du roman autobiographique de Brad Cohen (en) intitulé Front of the Class: How Tourette Syndrome Made Me the Teacher I Never Had et co-écrit avec Lisa Wysocky.
En France, le téléfilm est diffusé pour la première fois le 21 mai 2011 sur TF1.

## Synopsis
Le téléfilm raconte l'histoire vraie de Brad Cohen, atteint du syndrome de Gilles de la Tourette et qui a réussi à réaliser son rêve de devenir enseignant malgré les obstacles. 
Enfant, Brad est diagnostiqué atteint du syndrome de Gilles de la Tourette. Moqué par ses camarades de classe et souvent mis de côté par ses professeurs qui le considèrent comme un élément perturbateur en classe, Brad commence à détester l'école jusqu'à qu'un professeur lui fasse changer d'avis et lui redonne le goût des études. Naît ainsi chez lui le désir de devenir enseignant.
Une fois adulte, Brad Cohen doit surmonter les difficultés dues à son handicap afin de prouver, malgré les refus, qu'il est capable d'enseigner et de faire valoir ses compétences pédagogiques.

## Fiche technique
- Titre français : Une leçon de vie
- Titre original : Front of the Class
- Réalisation : Peter Werner
- Scénario : Tom Rickman (en), d'après le roman de Brad Cohen (en) et Lisa Wysocki
- Sociétés de distribution : McGee Street Productions et Hallmark Hall of Fame Productions
- Photographie : Paul Elliott
- Musique : Ernest Troost
- Pays :  États-Unis
- Langue : Anglais
- Durée : 95 minutes
- Genre : Biographie, drame
- Dates de première diffusion :
  -  États-Unis : 7 décembre 2008 sur CBS
  -  France : 21 mai 2011 sur TF1

## Distribution
- Jimmy Wolk (VF : Guillaume Lebon) : Brad Cohen
- Treat Williams (VF : Patrick Béthune) : Norman Cohen
- Dominic Scott Kay : Brad Cohen jeune
- Sarah Drew : Nancy Lazarus
- Kathleen York : Diane
- Joe Chrest : Jim Ovbey
- Patricia Heaton (VF : Dorothée Jemma) : Ellen Cohen
- Johnny Pacar (VF : Hervé Rey) : Jeff
- Charles Henry Wyson : Jeff jeune
- Charlie Finn (en) : Ron
- Dianne Butler : Hilarie Straka
- Helen Ingebritsen : Susan
- Laura Whyte : Brenda
- Mike Pniewski : Principal Myer
- Michael H. Cole : Principal Fowler
- Katherine Shepler : Heather
- Bryce Wilkins : Gaylon
- Zack Miller : Thomas
- Anna Rappaport : Amanda
- Nicholas Stargel : Eli
- Connor Hill : Henry
- Karen Beyer (af) : Madame Wilkins